# 広島県道452号帝釈未渡相渡線
広島県道452号帝釈未渡相渡線（ひろしまけんどう452ごう たいしゃくみどあいどせん）は、広島県庄原市から神石郡神石高原町に至る一般県道である。

## 概要
庄原市東城町帝釈未渡から神石郡神石高原町相渡に至る。

### 路線データ
- 起点：庄原市東城町帝釈未渡（広島県道26号新市七曲西城線交点）
- 終点：神石郡神石高原町相渡（広島県道25号三原東城線交点）

## 歴史
- 1996年（平成8年）4月25日 - 広島県告示第469号により認定される。

神石郡神石高原町区間の前身は林道剣山線

## 路線状況
秋の観光シーズンには、上帝釈（第二駐車場）と下帝釈（三坂駐車場）を結ぶシャトルバスが運行される。

## 地理

### 通過する自治体
- 庄原市
- 神石郡神石高原町

### 交差する道路
| 交差する道路               | 市町村名 | 市町村名   | 交差する場所   | 交差する場所 |
| -------------------------- | -------- | ---------- | -------------- | ------------ |
| 広島県道26号新市七曲西城線 | 庄原市   | 庄原市     | 東城町帝釈未渡 | 起点         |
| 広島県道25号三原東城線     | 神石郡   | 神石高原町 | 相渡           | 終点         |

### 沿線
- 帝釈峡スコラ高原
- 帝釈峡山荘